# 茨城ダービー
茨城ダービー（いばらきダービー）とは、茨城県にホームタウンを置く日本プロサッカーリーグ（Jリーグ）のチーム、鹿島アントラーズと水戸ホーリーホックが対戦するダービーマッチの呼称である。

## 概要
1993年のJリーグ発足当初からJ1に残留し続けている鹿島と2000年にJ2へ参加して以降J1へ昇格したことがない水戸は、Jリーグ公式戦で対戦したことは現在まで無い。
しかし2004年11月13日、くしくも茨城県民の日に、天皇杯4回戦にて公式戦初の茨城ダービーが実現。この時に大観衆を集めたことをきっかけに、翌年からプレシーズンマッチとして「いばらきサッカーフェスティバル」が開催されている。なお、2014年2月15日にk'sスタジアムで開催される予定だった「いばらきサッカーフェスティバル」は、前日の積雪の影響で中止。翌日に鹿島のクラブハウスグラウンドで練習試合として行われた。また、2021年は新型コロナウイルス感染拡大の影響で中止になり、2月21日にカシマスタジアムで無観客での練習試合が行われた。
これまで公式戦では天皇杯のみの対戦が3度ある。2004年、2007年の対戦では鹿島が勝利したが、2015年にはPK戦となり、PK戦は水戸が3-2で制した。

## ホームスタジアム
| チーム名           | スタジアム名 （命名権名称）                   | 収容人員 | 画像    | 備考                             |
| ------------------ | --------------------------------------------- | -------- | ------- | -------------------------------- |
| 鹿島アントラーズ   | 茨城県立カシマサッカースタジアム              | 40,728人 | カシマ  |                                  |
| 水戸ホーリーホック | 水戸市立競技場 （ケーズデンキスタジアム水戸） | 12,000人 | K'sスタ | 2010年から本拠地として使用開始。 |

## 戦績
■鹿島：2勝0敗1分

■水戸：0勝2敗1分
「いばらきサッカーフェスティバル」での戦績は当該項目を参照。
| 開催日         | 時期   | 時期  | 会場   | ホーム | 得点               | アウェイ | 観客数 |
| -------------- | ------ | ----- | ------ | ------ | ------------------ | -------- | ------ |
| 2004年11月13日 | 天皇杯 | 4回戦 | 笠松   | 水戸   | 0 - 1              | 鹿島     | 13,393 |
| 2007年11月4日  | 天皇杯 | 4回戦 | カシマ | 鹿島   | 2 - 0              | 水戸     | 7,005  |
| 2015年10月14日 | 天皇杯 | 3回戦 | カシマ | 鹿島   | 0 - 0 （PK 2 - 3） | 水戸     | 4,492  |

※PK戦は引き分け扱い。